# Tenis la Jocurile Olimpice de vară din 2012
Probele sportive de tenis de câmp la Jocurile Olimpice de vară din 2012 se vor desfășura în perioada 29 iulie - 5 august 2012 la All England Lawn Tennis and Croquet Club din Wimbledon, Londra. 172 de tenismeni sunt așteptați să concureze în cinci probe sportive - simplu, și dublu atât masculin cât și feminin, iar pentru prima dată de la Jocurile din 1924, va exista și proba de dublu mixt. Stadionul de tenis are o capacitate de 11.500 de spectatori.

## Calendar competițional
| Dată            | 28 iulie | 29 iulie | 30 iulie | 31 iulie           | 1 august      | 2 august           | 3 august   | 4 august     | 5 august     |
| Ora de începere | 13:30    | 13:30    | 13:30    | 13:30              | 13:30         | 13:30              | 14:00      | 14:00        | 14:00        |
| --------------- | -------- | -------- | -------- | ------------------ | ------------- | ------------------ | ---------- | ------------ | ------------ |
| Simplu masculin | Runda 1  | Runda 1  | Runda 2  | Runda 2            | Șaisprezecimi | Sferturi de finală | Semifinale | —            | Bronz Finală |
| Simplu feminin  | Runda 1  | Runda 1  | Runda 2  | Runda 2            | Șaisprezecimi | Sferturi de finală | Semifinale | Bronz Finală | —            |
| Dublu masculin  | Runda 1  | Runda 1  | Runda 2  | Sferturi de finală | —             | Semifinale         | —          | Bronz Finală | —            |
| Dublu feminin   | Runda 1  | Runda 1  | Runda 2  | Sferturi de finală | —             | Semifinale         | —          | —            | Bronz Finală |
| Dublu mixt      | —        | —        | —        | —                  | Runda 1       | Sferturi de finală | Semifinale | Bronz        | Finală       |

## Calificare
Cei 56 de jucători care au participat în competiția de tenis au fost selectați din topul jucătorilor de tenis emis de WTA și ATP pe data de 11 iunie 2012. Fiecare țară a avut dreptul de a-și trimite câte patru concurenți la fiecare categorie sportivă. Jucătorii care au fost sub locul 56, iar a căror țară nu avea patru jucători emiși, au fost declarați automat respinși.
Jucătorul trebuia să dovedească că a participat în diverse competiții internaționale (de gen Cupa Davis) în ultimele sezoane, și că una dintre ele a fost în sezonul 2011-2012. Printre femeile din cele 8 situri rămase, 6 au fost asigurate de ITF, și 2 au fost folosite pentru femeile din țări mai puțin cunoscute.

## Sumar medalii

### Clasamentul pe țări
| Loc | Țară                       | Aur | Argint | Bronz | Total |
| --- | -------------------------- | --- | ------ | ----- | ----- |
| 1   | Statele Unite ale Americii | 3   | 0      | 0     | 3     |
| 2   | Regatul Unit               | 1   | 0      | 0     | 1     |
| 3   | Belarus                    | 1   | 0      | 1     | 2     |
| 4   | Franța                     | 0   | 1      | 1     | 2     |
| 4   | Rusia                      | 0   | 1      | 1     | 2     |
| 6   | Cehia                      | 0   | 1      | 0     | 1     |
| 6   | Elveția                    | 0   | 1      | 0     | 1     |
| 8   | Argentina                  | 0   | 0      | 1     | 1     |
|     | Total                      | 5   | 5      | 4     | 14    |

### Rezultate
| Probă           | Aur                                                       | Argint                                 | Bronz                               |
| Simplu masculin | Andy Murray Regatul Unit                                  | Roger Federer Elveția                  | Juan Martín del Potro Argentina     |
| Dublu masculin  | Bob Bryan Statele Unite ale Americii                      | Michaël Llodra Franța                  | Julien Benneteau Franța             |
| Simplu feminin  | Serena Williams Statele Unite ale Americii                | Maria Șarapova Rusia                   | Victoria Azarenka Belarus           |
| Dublu feminin   | Serena Williams Venus Williams Statele Unite ale Americii | Andrea Hlaváčková Lucie Hradecká Cehia | Maria Kirilenko Nadia Petrova Rusia |
| Dublu mixt      | Max Mirnîi ‎ Victoria Azarenka Belarus                     | Andy Murray Laura Robson Regatul Unit  |                                     |